# Robert Zoellner
Pour les articles homonymes, voir Zoellner.
Robert Zoellner (26 avril 1932 - 23 décembre 2014) est le premier collectionneur à avoir réuni en une collection complète tous les timbres-poste des États-Unis, après Benjamin Miller pour tous les timbres-poste des États-Unis pré-1925.
Dans son enfance, Zoellner collectionne les timbres et complète son album de timbres des États-Unis. Il y laisse des cases vides, notamment à l'emplacement des timbres les plus rares. En 1984, l'envie de compléter l'album est ranimée. Il consulte même, en 1985, Scott Tempel de la maison d'enchères Siegel Auctions pour savoir si son projet est réalisable. Il lui est répondu que certains timbres existent en très peu d'exemplaires, dont le propriétaire peut ne plus être connu au fil des ventes entre particuliers.
Zoellner s'acharne tout de même et profite en novembre 1986 de la mise aux enchères de l'un des deux exemplaires connus du 1 cent Z grill à l'effigie de Benjamin Franklin. En novembre 1986, il l'acquiert pour la somme de 418 000 dollars, somme alors record pour un timbre des États-Unis.
En plus de ces achats de timbres isolés pour son album, Zoellner se procure également des bandes, des blocs et des carnets de timbres. Il imprime des pages spécialement pour ces acquisitions.
En 1996, alors qu'il ne reste que cases vides, Zoellner reçoit une invitation pour exposer sa collection à l'exposition Anphilex '96 de New York. Le dernier timbre dans les derniers moments avant Anphilex est le cadeau d'un ami : le 30 cents gris-noir de 1873 à l'effigie d'Alexander Hamilton.
Visiblement, son but atteint, Zoellner s'est désintéressé de l'évolution de sa collection. Entre le 8 et le 10 octobre 1998, elle est vendue aux enchères chez Siegel Auctions et a atteint un montant final de 8 030 863 dollars. Le catalogue très documenté fait 391 pages. Le 1 cent Z grill est acheté par Donald Sundman de Mystic Stamp Company pour la somme de 935 000 dollars.